# Bartolomeo Veneto

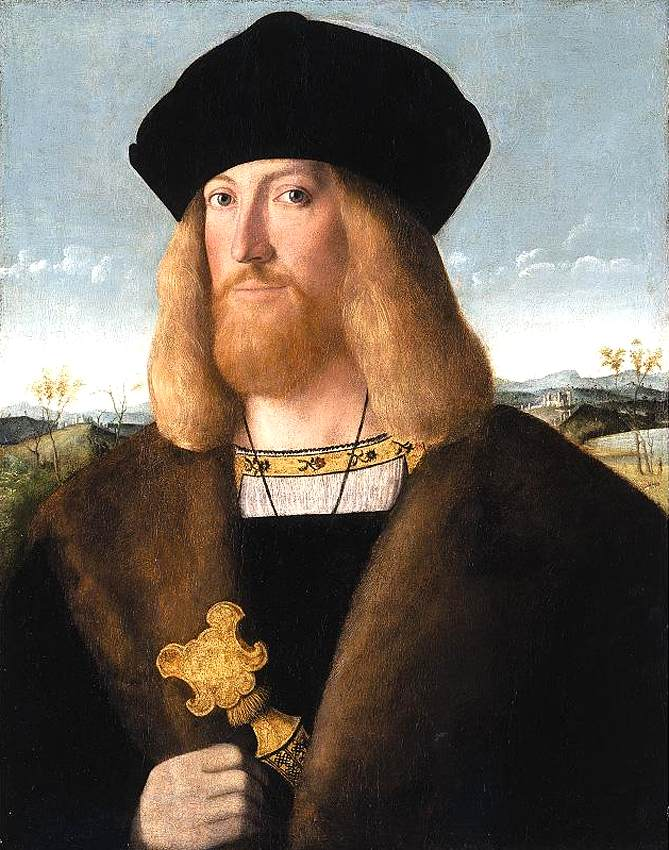
Retrato de un caballero barbado, hacia 1510 (colección privada)

Bartolomeo Veneto, activo en Venecia desde 1502 y fallecido en Turín en 1531, fue un pintor renacentista italiano. Autor de biografía mal conocida e ignorado por mucho tiempo, mereció la atención de los historiadores en el siglo XIX.

## Biografía
Lo que se sabe de su actividad y biografía es apenas lo que puede deducirse de sus obras firmadas, que comprenden un periodo de actividad que va de 1502, año en que firmó una tabla con la Virgen con el Niño, actualmente en ubicación desconocida, y 1530, fecha del retrato de Ludovico Martinengo de la National Gallery de Londres.
Se le supone por razones estilísticas un aprendizaje en el taller de Gentile Bellini en Venecia, pero el conocimiento de la pintura veneciana parece haberle llegado por mediación de maestros lombardos y en una ocasión firmó «Bortolamio mezo venizian e mezo cremonese». El conocimiento de la obra de Andrea Mantegna y de Bramante, incluso de Leonardo da Vinci, es tan manifiesto en su pintura como el interés por la obra de Bellini, influencias a las que cabe agregar la de Durero y otros. 
Bartolomeo trabajó a partir de 1505 en la corte de los Este, en Ferrara. Durante esta etapa su pintura se vuelve más decorativa, y comienza a especializarse en el retrato. En 1520 fue a Milán, ciudad donde gozó de fama y donde recibió múltiples e importantes encargos. 
Sus obras más conocidas son retratos de medio cuerpo de hombres jóvenes adinerados, sus composiciones se destacan por la meticulosidad y detallismo con que están pintadas las telas y los distintos detalles decorativos de las vestiduras. En el Retrato de Ludovico Martinengo de la National Gallery de 1530, se percibe cómo la obra de Bartolomeo adquiriere en sus últimos años un mayor sentido del volumen, profundidad y movimiento. Otro Retrato de hombre se conserva en el Museo Thyssen-Bornemisza de Madrid, y sobre todo es relevante el supuesto Retrato de Lucrecia Borgia, del Instituto Städel de Fráncfort del Meno, no solo por la presunta identidad de su modelo, sino también por su audaz desnudo y su refinamiento artístico.

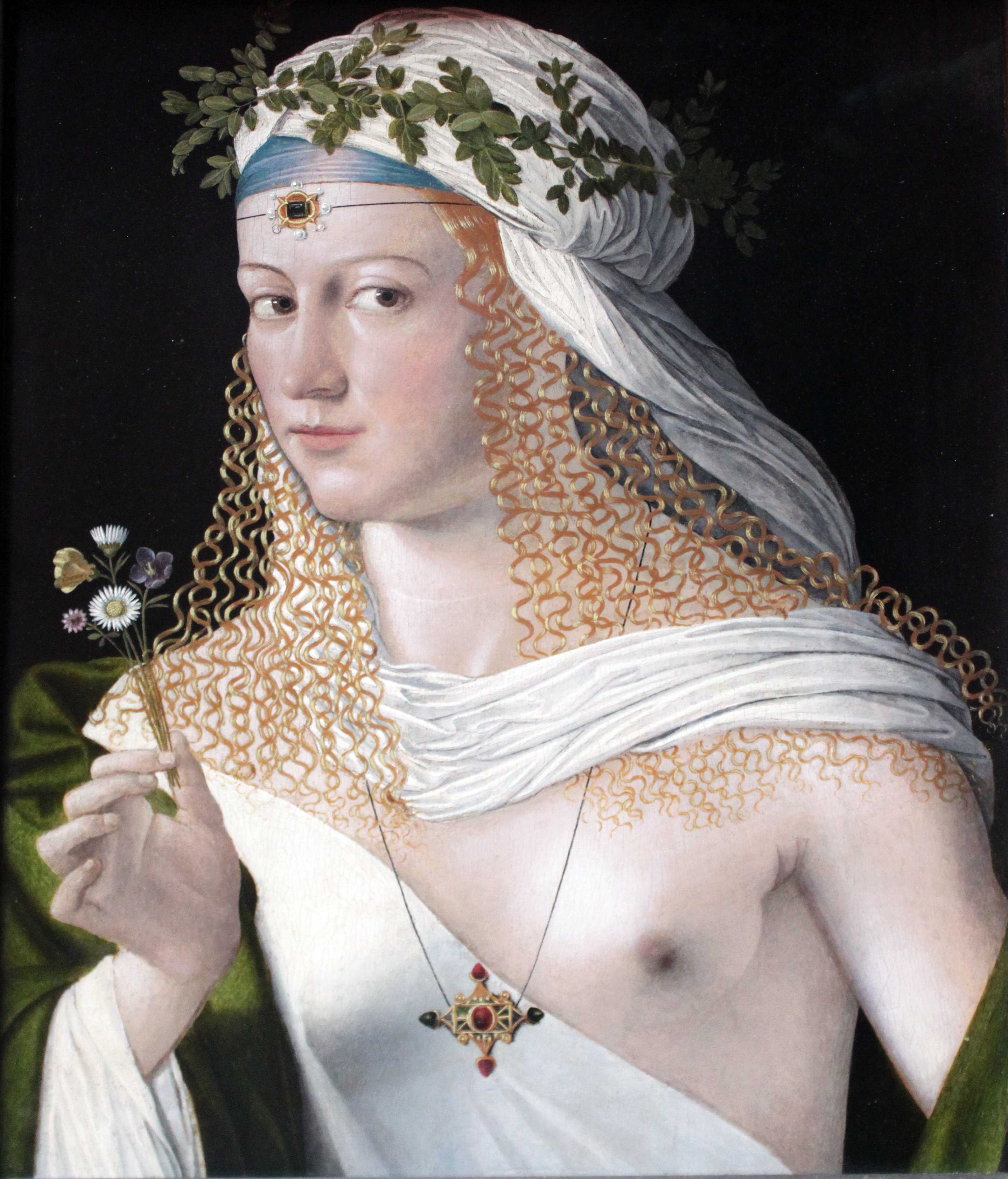
Supuesto retrato de Lucrecia Borgia (Frankfurt, Städel Museum)
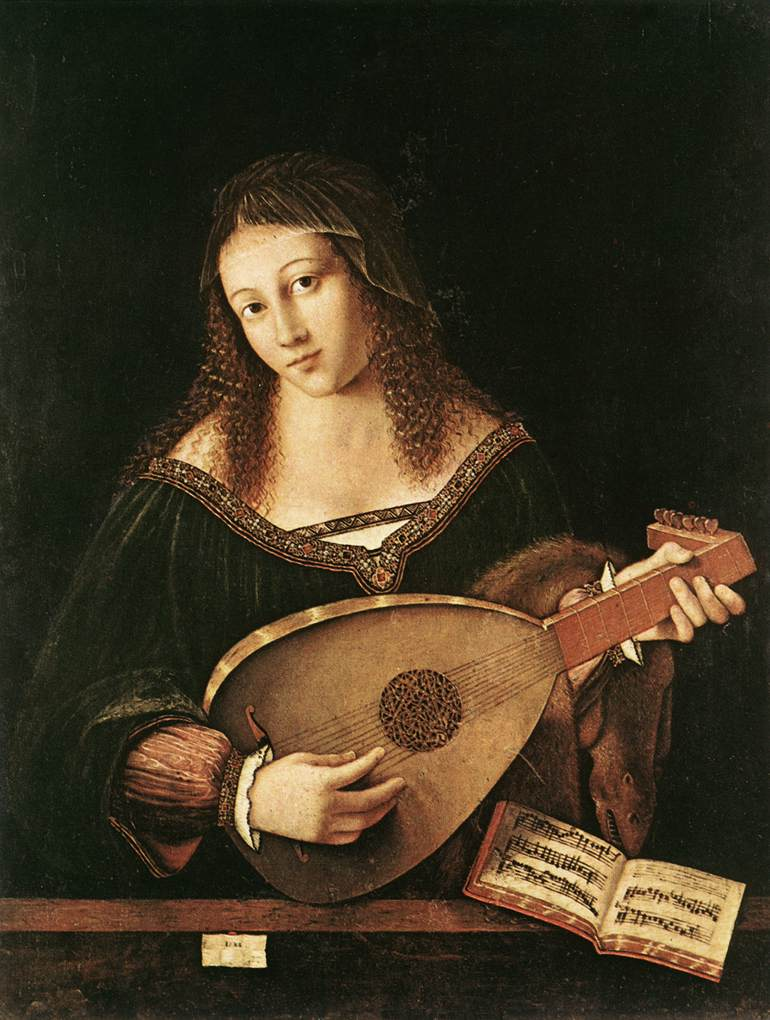
Mujer tocando el laúd, 1520 (Milán, Pinacoteca di Brera)
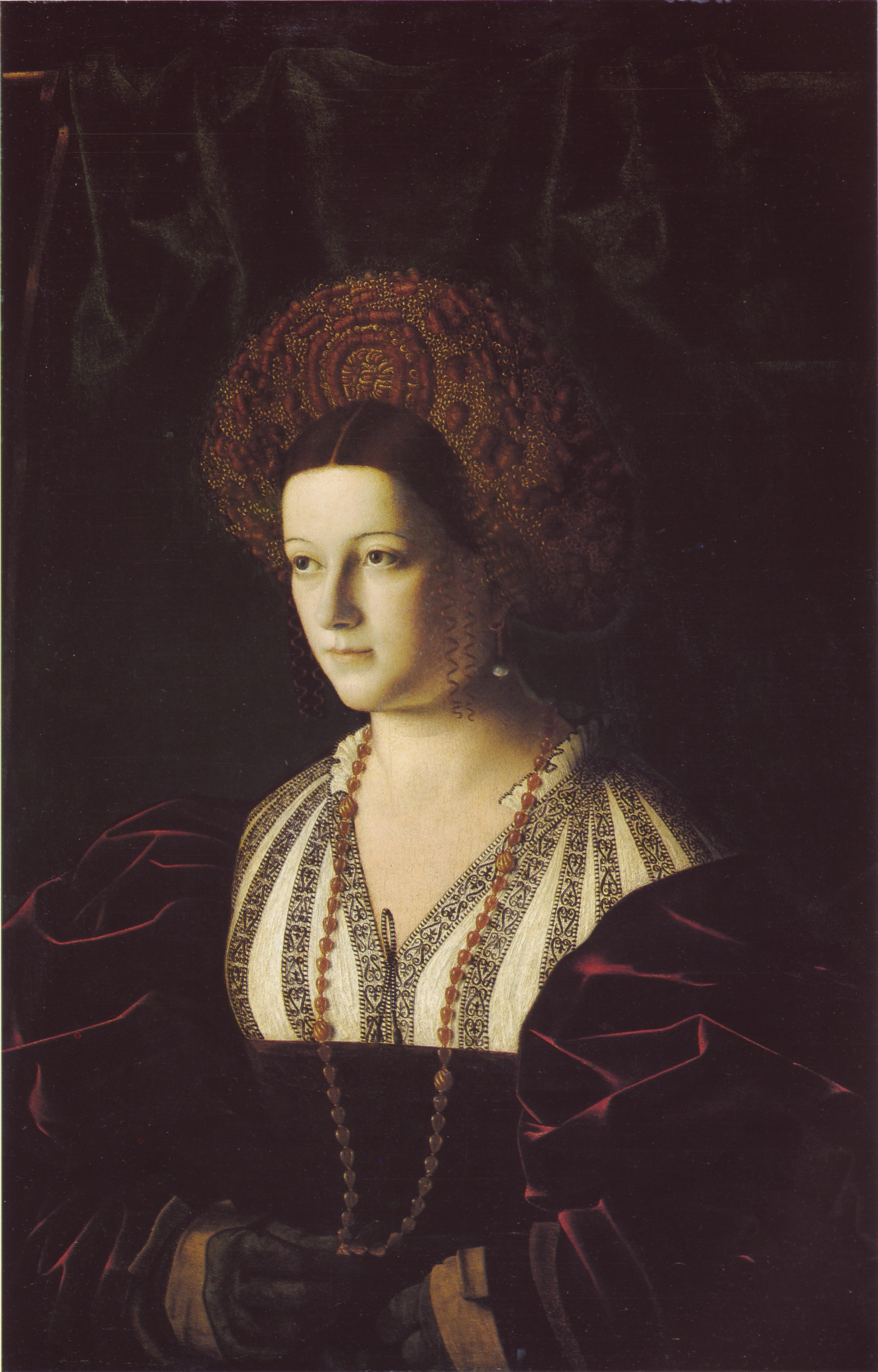
Retrato de una dama (Ottawa, Galería Nacional de Canadá)
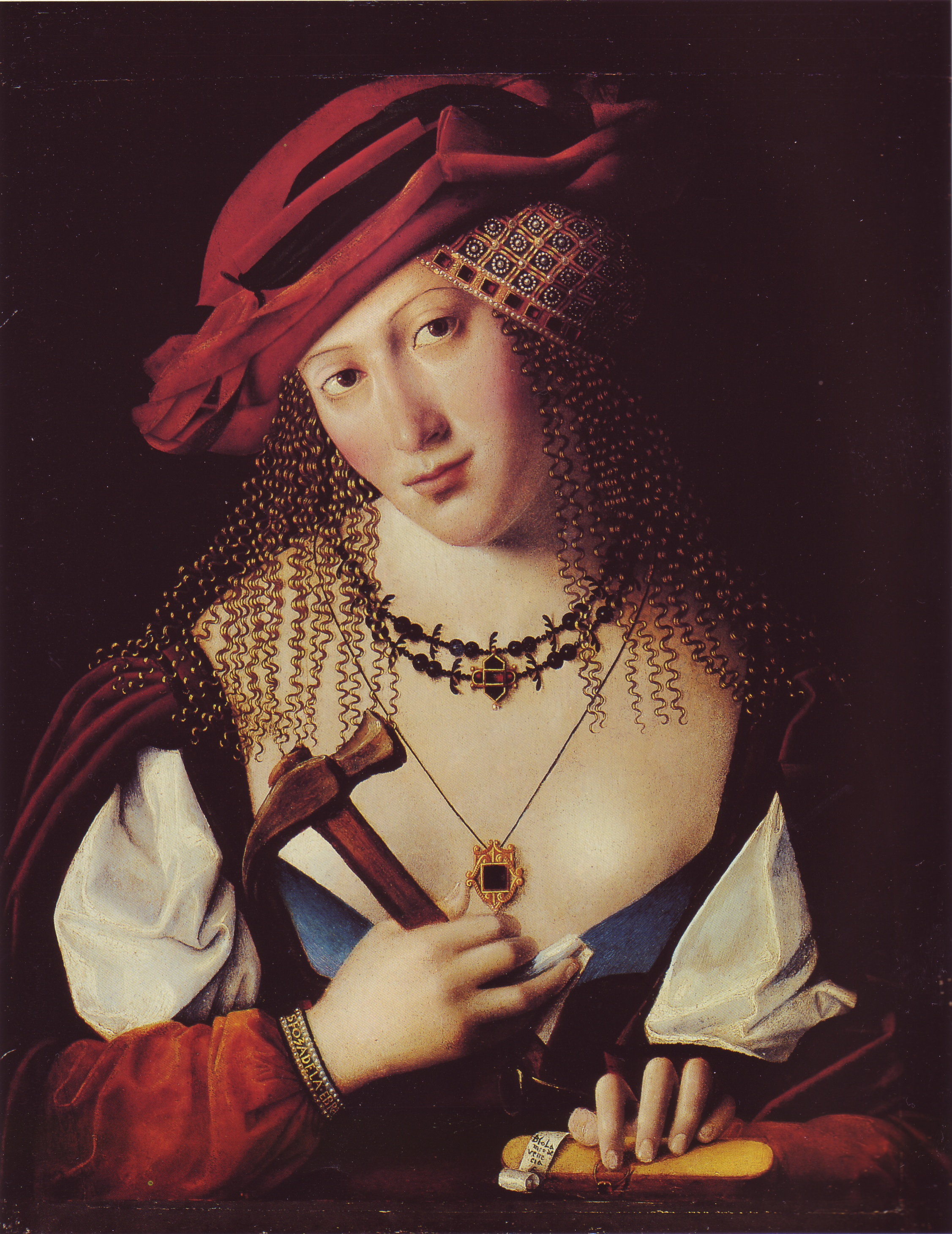
Retrato de mujer hebrea